# Leucothyreus acanthurus
Leucothyreus acanthurus är en skalbaggsart som beskrevs av Ohaus 1917. Leucothyreus acanthurus ingår i släktet Leucothyreus och familjen Rutelidae. Inga underarter finns listade i Catalogue of Life.